# Jardín botánico

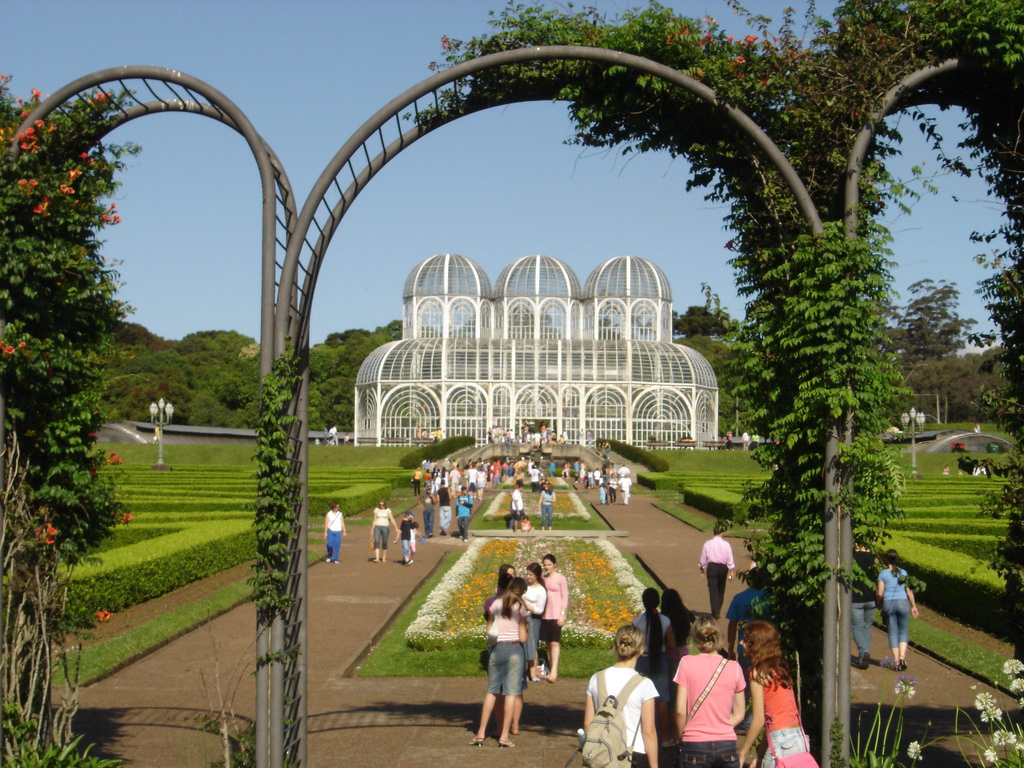
Jardín Botánico de Curitiba, Brasil

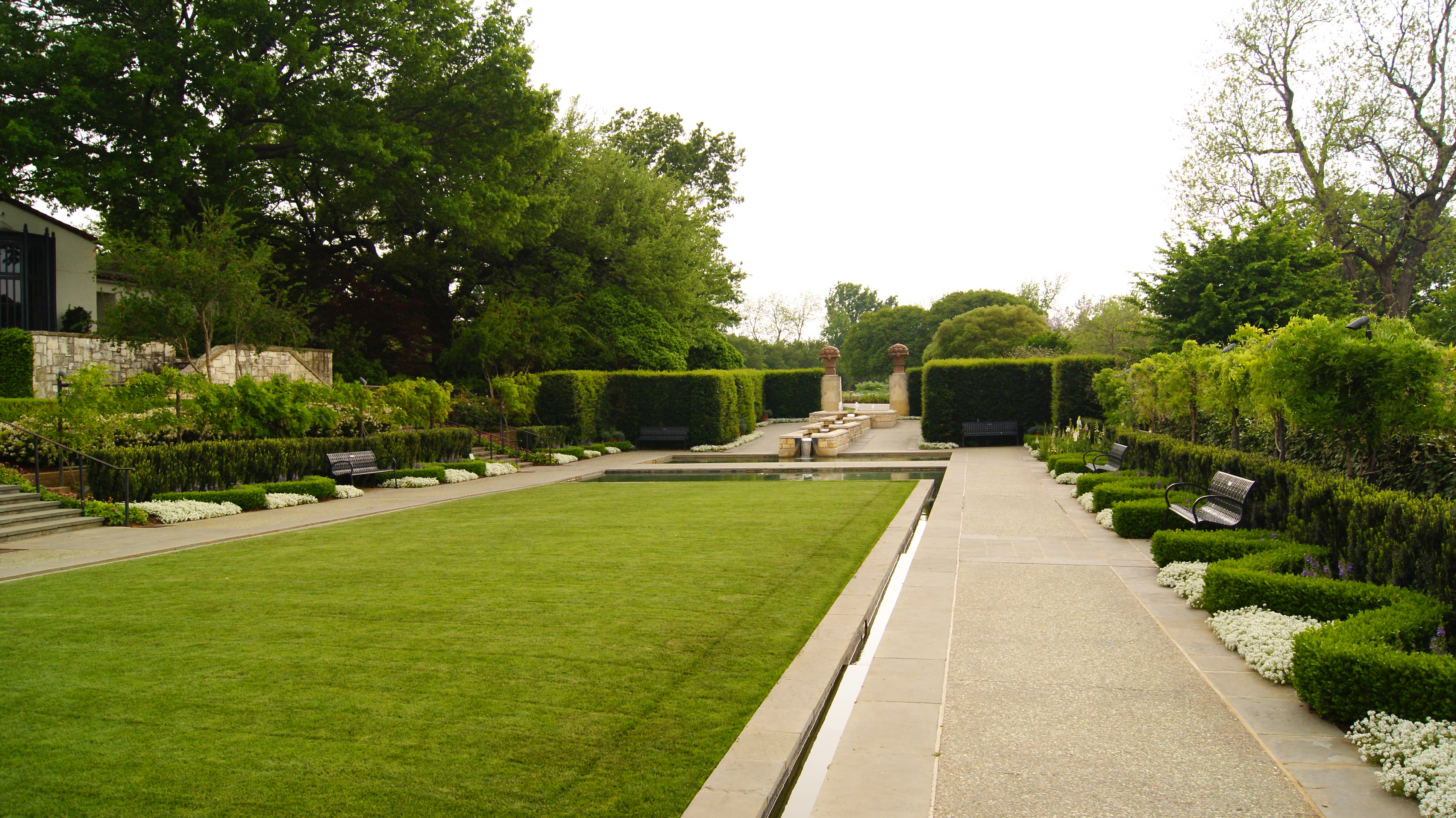
Jardín Botánico de Dallas, Estados Unidos

El jardín botánico es aquel tipo de jardín que está destinado a la conservación, investigación y divulgación de la diversidad de las especies vegetales. Los jardines botánicos son por lo general instituciones museísticas habilitadas por un organismo que puede ser público, privado o asociativo, aunque en ciertos casos la gestión puede ser mixta. Se caracterizan por incluir en ellos colecciones científicas de plantas vivas que, además de su posible interés estético o urbanístico, también son sujetas a observación y estudio por parte de los jardineros y científicos especializados que las cultivan.

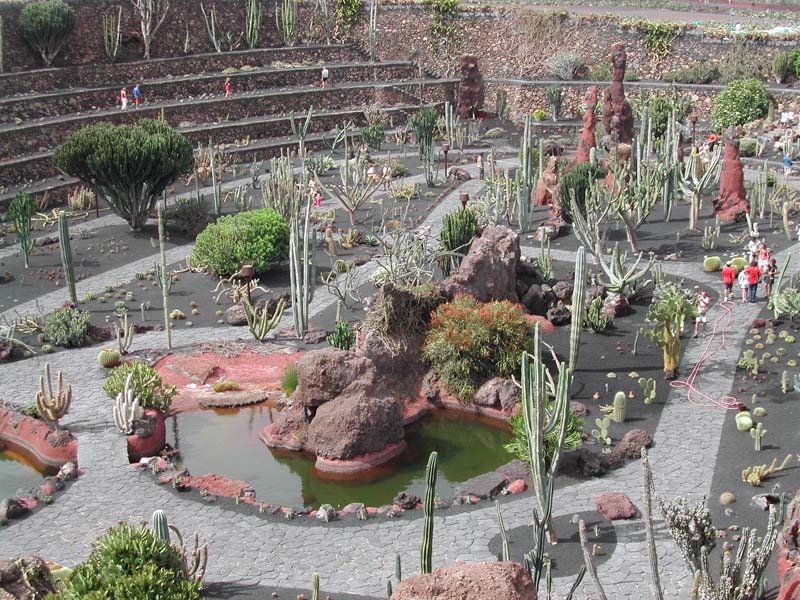
Jardín de cactus en Lanzarote (España)

## Historia

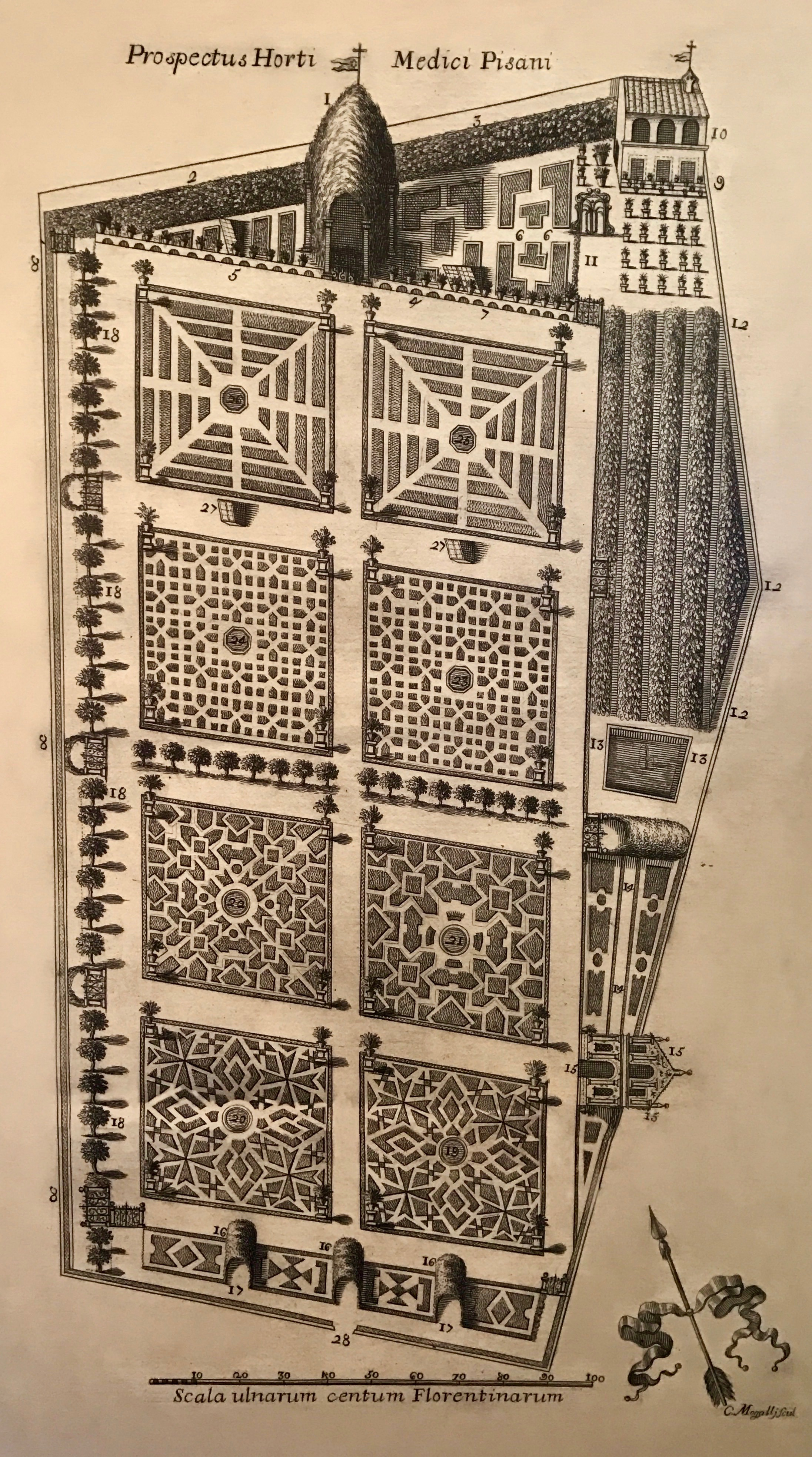
Planta del Jardín Botánico de Pisa (fundado en 1544), publicada en el Catalogus Plantarum Horti Pisani (1723) de Michelangelo Tilli

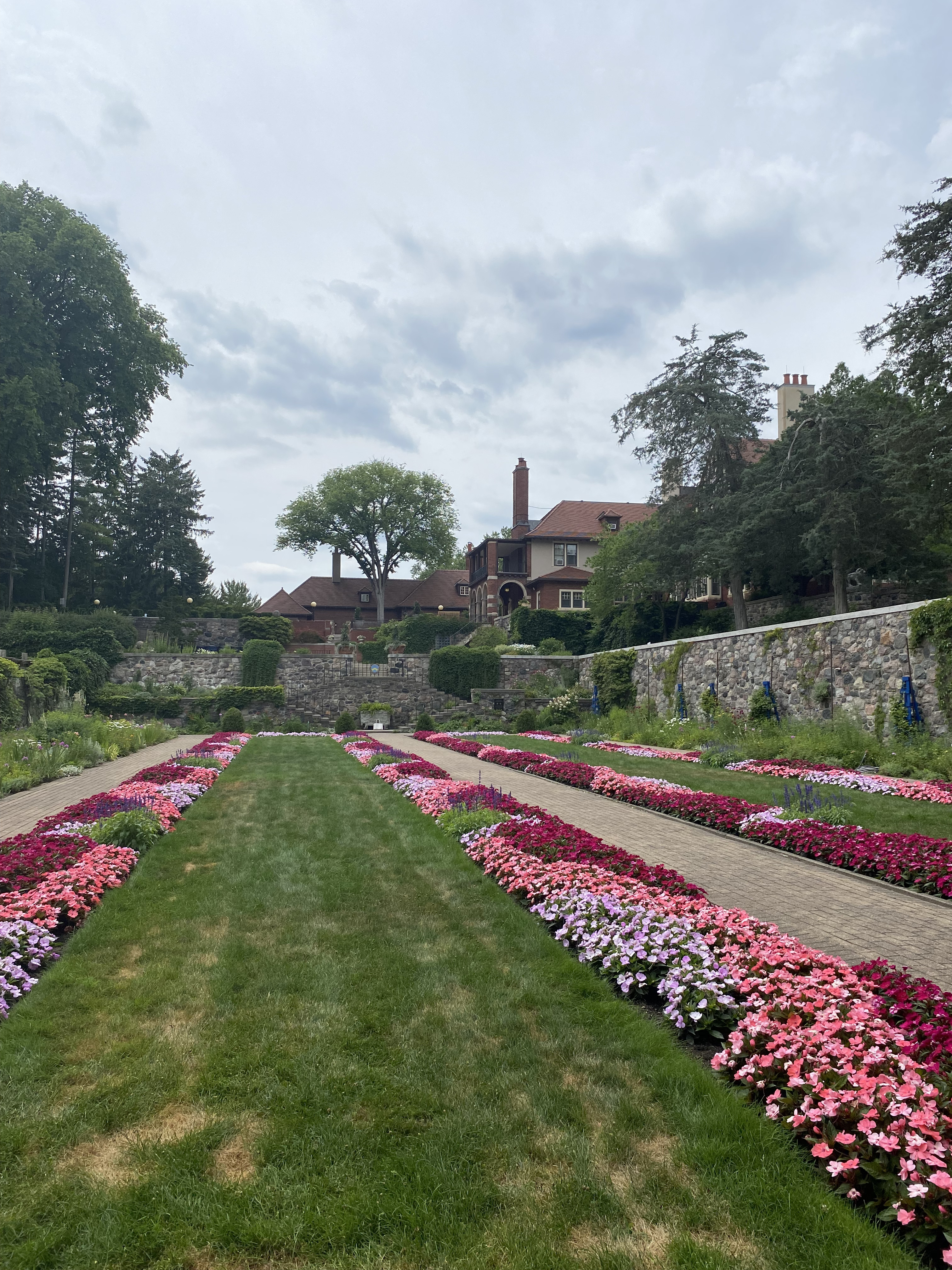
Jardín botánico de flores

La historia de los jardines botánicos se confunde con la misma historia de la botánica pero también con la historia de la medicina.
Desde la Edad Antigua ha habido jardines de esparcimiento, como los célebres Jardines Colgantes de Babilonia, pero los primeros jardines orientados a un uso científico son los llamados «jardines de simples», siendo «las simples» un término con el que también se identifica a las plantas medicinales. Durante la época de la Grecia antigua, los templos dedicados al dios de la medicina Asclepio podían tener en su proximidad un jardín de simples dedicado al cultivo de las plantas sagradas del dios, es decir las plantas dotadas de ciertas virtudes útiles. En la Roma antigua ya existían diferentes profesiones especializadas en el uso de plantas medicinales: el iatralipice (especialista en ungüentos), los pharmacopolae (vendedores de productos medicinales), los unguentarii y aromatarii (preparadores de productos medicinales), etc. En la Europa medieval, tanto los médicos del medio urbano como los monjes de los monasterios empezaron a cultivar sus propios jardines privados y se establecen términos en latín como hortus sanitus, hortus medicus, herbularius, erbarium botanicum, hortus botanicus, todos ellos referidos a jardines destinados al cultivo de las plantas que estos médicos y monjes necesitaban para preparar remedios y fármacos.
En Mesoamérica, Hernán Cortés describe que los nobles y las personalidades destacadas de la sociedad Mexica poseían ciertos espacios destinados a la colección de flora y jardines, como se describen en el palacio de Moctezuma, al igual que los acolhuas, que levantaron jardines como Tetzcotzingo, construido por Nezahualcóyotl, rey de texcoco.
Llegados al Renacimiento, los jardines de simples empezaron poco a poco a convertirse en instituciones oficialmente reconocidas por las autoridades, tratándose principalmente de jardines creados en el seno de universidades que también servían como lugares de formación. Gradualmente, esa cultura se extiende a las especies que carecían de virtudes terapéuticas, transformando así esos jardines en verdaderos jardines botánicos (hortus botanicus). Los más antiguos de este tipo, auténticos precursores de los jardines botánicos actuales, aparecieron en Italia, en España y en Francia en el siglo XVI:
- Jardín botánico de Padua (1544)
- Jardín botánico de Pisa (1545)
- Jardines Farnesio de Roma (1550), los primeros jardines botánicos privados
- Jardín de simples de Florencia (1554)
- Jardín botánico de Valencia (España, 1567)
- Jardín Botánico de Bolonia (1568)
- Hortus Botanicus Leiden (Países Bajos, 1590)
- Jardín de las Plantas de Montpellier (Francia, 1593), fundado por Pierre Richer de Belleval
- Jardín Botánico de Heidelberg (Alemania, 1597)
- Jardín Botánico de la Universidad de Copenhague (Dinamarca, 1600)

Primeros jardines botánicos europeos
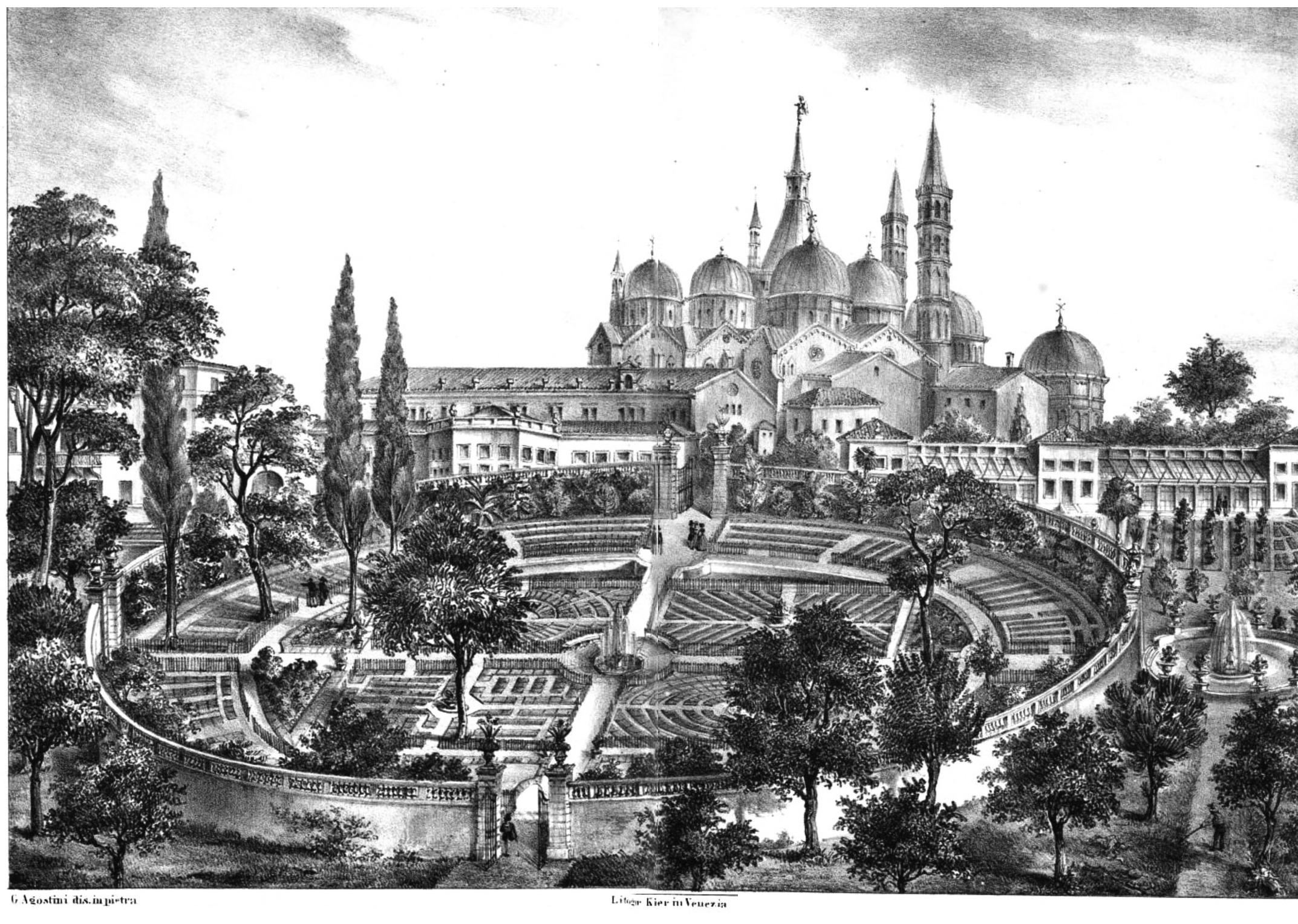
Jardín botánico de Padua (1545), con la basílica de San Antonio al fondo.
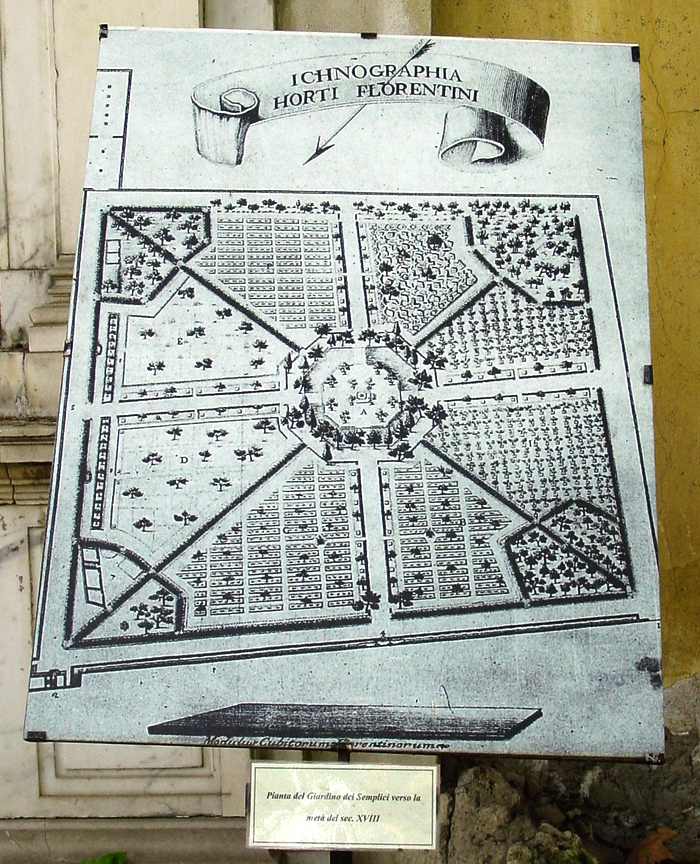
Jardín de simples de Florencia (fundado en 1554)
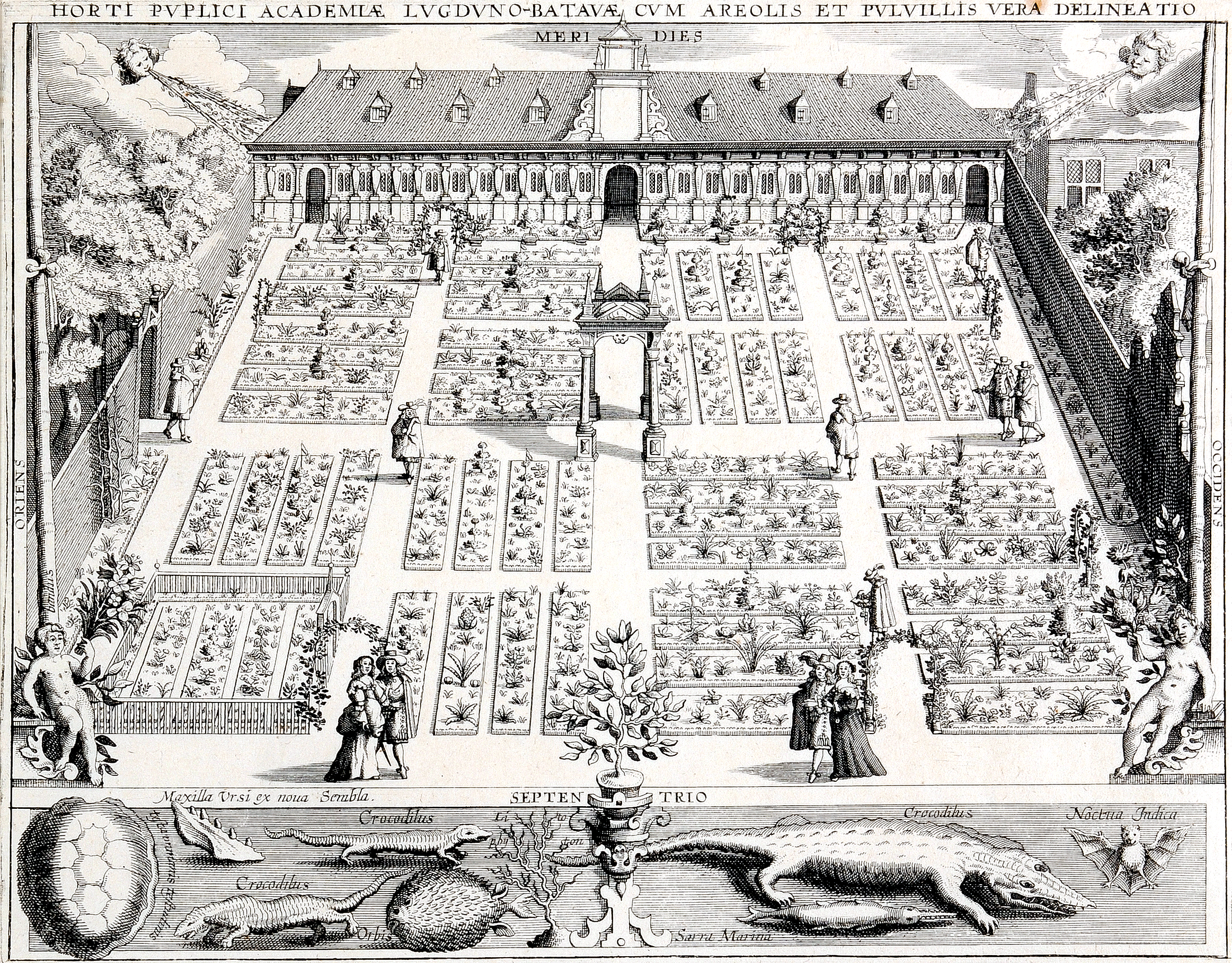
Hortus Botanicus Leiden (fundado en 1587) (1610)
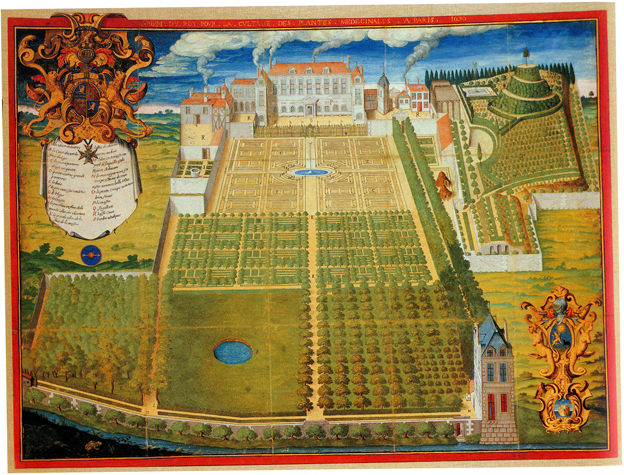
Real Jardín de las Plantas Medicinales (fundado en 1635) (acuarela de Frédéric Scalberge, 1636)

Les siguieron otras ciudades europeas:
- Real Jardín de las Plantas Medicinales de París (Francia, 1635)
- Hortus Botanicus Ámsterdam (Países Bajos, 1638)
- Jardín botánico de Linneo en Upsala (Suecia, 1655)
- Alter Botanischer Garten Tübingen (Alemania, 1663)
- Herrenhäuser Garten (Hannover, Alemania, 1666)
- Real Jardín Botánico de Madrid (España, 1755)
- Jardín Botánico de Sanlúcar (Sanlúcar de Barrameda, España, 1806)
- Jardín botánico de Nápoles (Italia, 1807)

Actualmente diversas universidades mantienen, todavía, su propio jardín botánico dedicado al estudio y a la investigación de un gran número de especies vegetales y, otras, lo tienen con el objetivo de estudiar el conjunto molecular y llevar a cabo investigación genética. Con ello se evita, también, la pérdida de un saber histórico y científico inestimable.

## Objetivos

### Conservación
Uno de los principales objetivos del jardín botánico es la colección y conservación de las plantas, locales o exóticas, y la protección de las especies en riesgo de extinción. En Francia existen unos jardines específicos denominados Conservatorios botánicos nacionales (CBN), como el Conservatorio botánico de Mascarin.
Una de la finalidad es la conservación y protección de especies que están amenazadas o en peligro de extinción, de esta manera ayuda a la reproducción de nuevas especies.

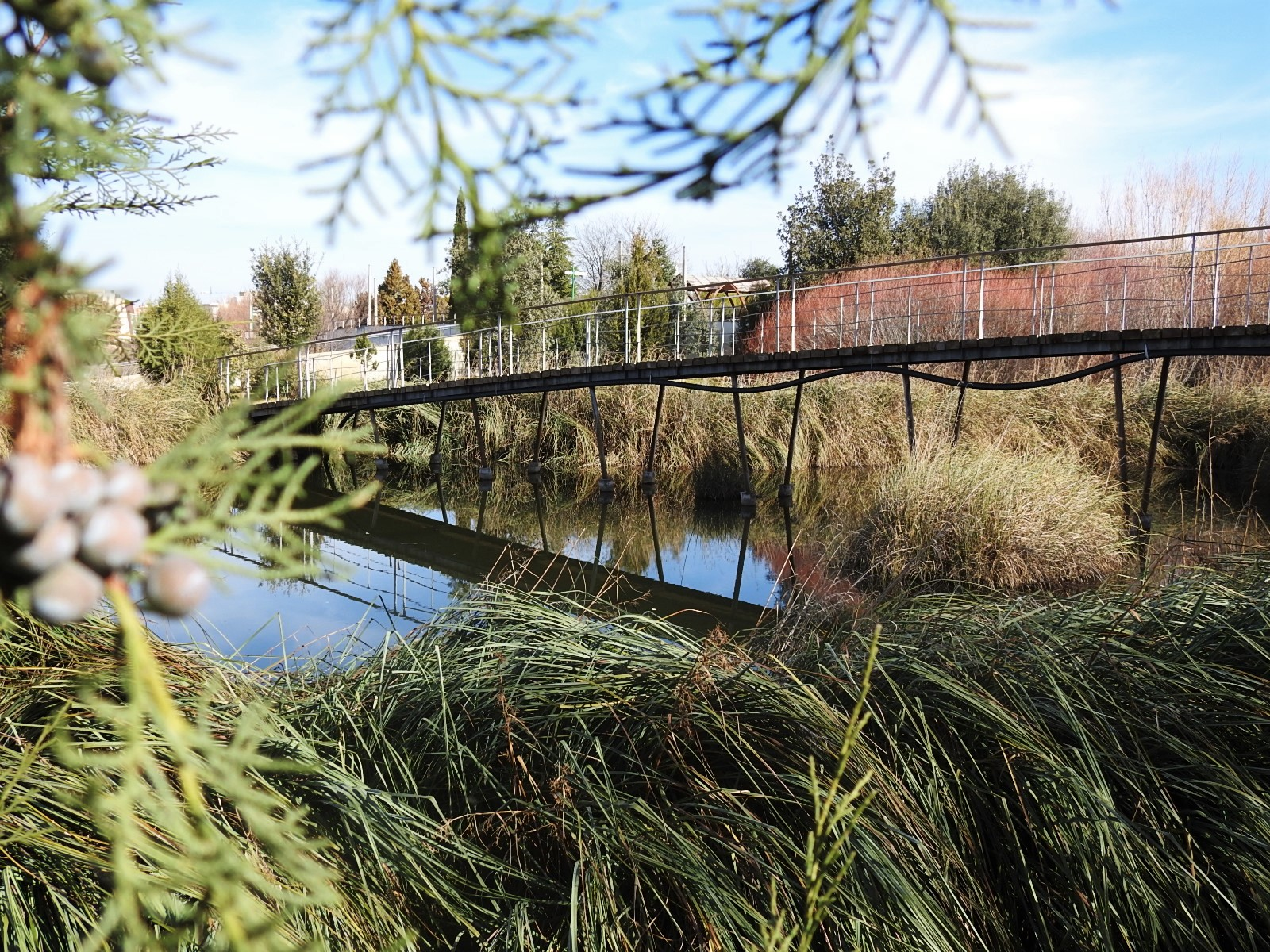
En el Jardín Botánico de Castilla-La Mancha, en Albacete, se conservan más de 2000 especies de plantas, muchas de ellas en peligro de extinción.

### Investigación

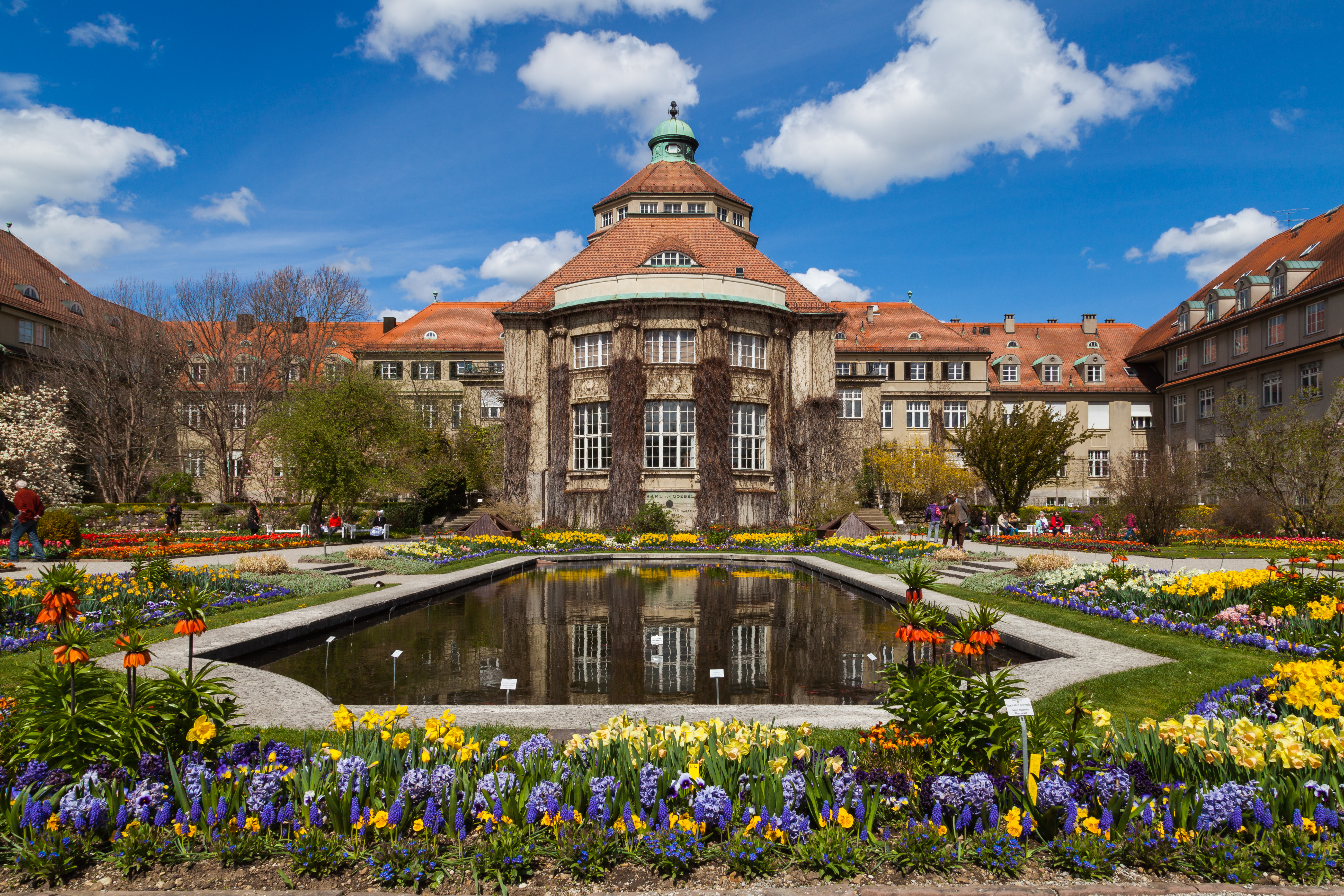
Jardín Botánico Nymphenburg de Múnich, Alemania

Los trabajos científicos efectuados en el jardín botánico incluyen la Taxonomía, (el estudio de la botánica), así como la adaptación de las especies exóticas fuera de su hábitat de origen. Los famosos jardines botánicos reales del Real Jardín Botánico de Kew, cercanos a Londres, llevan publicando un periódico científico, ilustrado en color, de investigación botánica desde finales del siglo XVIII. Frecuentemente estas instituciones son, asimismo, la base de los herbarios.
Los datos obtenidos y los estudios llevados a cabo acerca de las nuevas especies, permiten que estos sean utilizados por la agricultura, la industria, o la investigación medicinal.
Actualmente algunos jardines botánicos dedican sus investigaciones a la ecología y al estudio de la relación existente entre las plantas y los seres humanos.

### Enseñanza
Un jardín botánico tiene, también, una función educativa. Se enseñan las colecciones de plantas ya etiquetadas que ayudan al estudio de la sistematización (ciencia que tiene por objeto renombrar y clasificar las plantas en un determinado orden). Los proyectos educativos abarcan desde presentaciones de plantas que prosperan en diferentes entornos hasta consejos prácticos para jardineros particulares. Muchos jardines botánicos tienen tiendas, donde se venden flores, hierbas y plantas en semilleros adecuadas para el trasplante. El jardín botánico de la Universidad de Colombia, Jardín Botánico y Centro de Investigación de Plantas UBC, en la Columbia Británica (Canadá) y el Botánico de Chicago poseen programas de reproducción e introducen nuevas plantas en el mercado hortícola.

### Educación

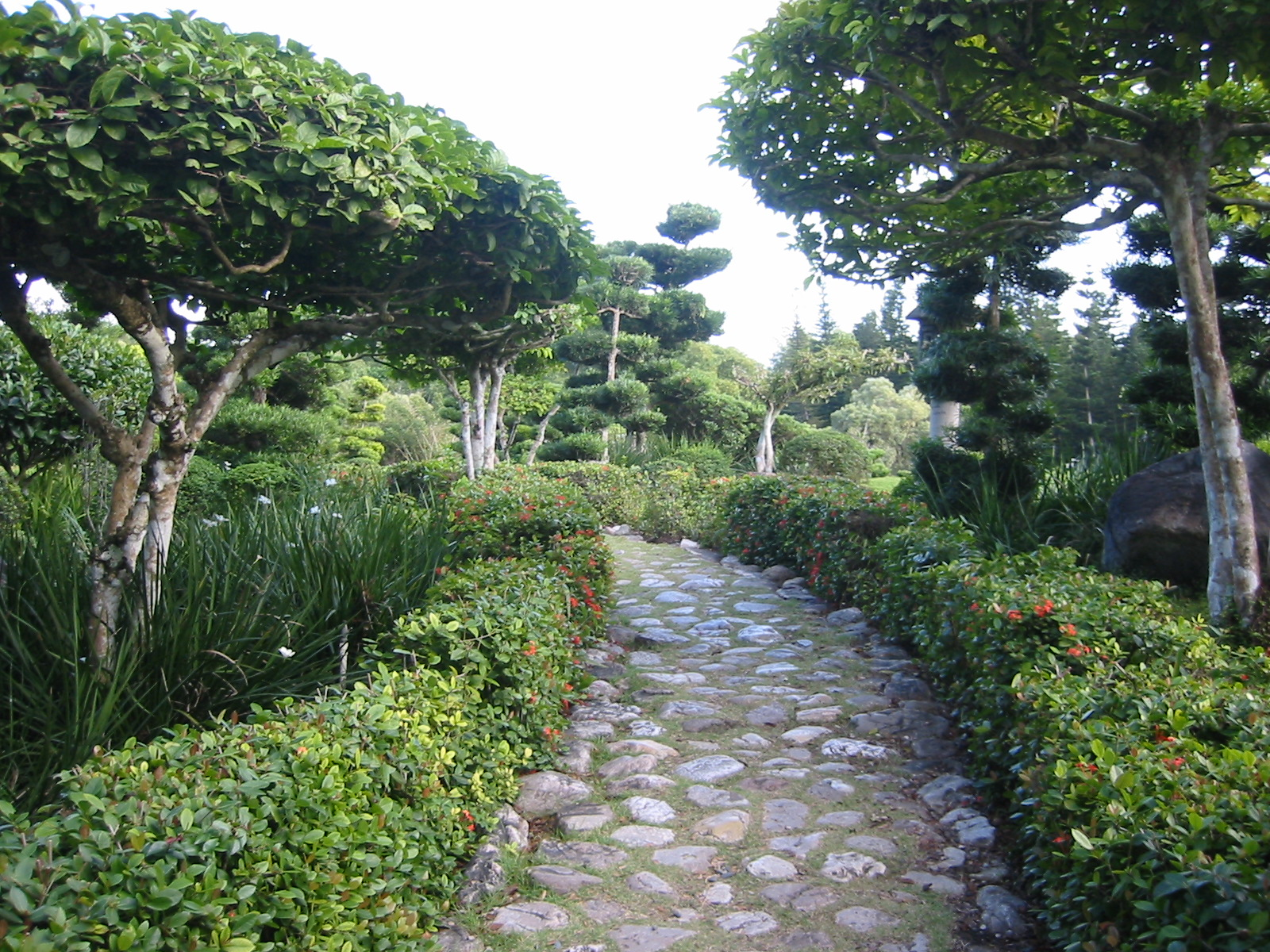
Uno de los paseos del Jardín Botánico Nacional de Santo Domingo

Es una faceta que los jardines botánicos contemplan en la actualidad. La protección de la biodiversidad y la transmisión del patrimonio natural pasan, obligatoriamente, por la educación y la sensibilización acerca de este tema.
Queda mucho por hacer en el campo de la educación respecto a la naturaleza. Serían inútiles todas las investigaciones y los estudios realizados hasta el día de hoy si no se llevara a cabo una educación que condujera a la toma de conciencia de la importancia de su preservación y conservación por parte de la población.
Es esencial que los jardines botánicos se conviertan en el motor de la difusión y el conocimiento de las plantas, el medio en el que viven y que comparten con los seres humanos.

### Turismo
El turismo significa una aportación que interesa, generalmente, tanto a los financieros como a los políticos que son los encargados de apoyar y sostener las estructuras del jardín botánico. El turismo verde, o ecoturismo siente, actualmente, una gran atracción por los jardines botánicos que se dedican al cuidado ecológico, y se interesa por las instituciones que defienden la biodiversidad y la conservación de los valores patrimoniales.

## Características

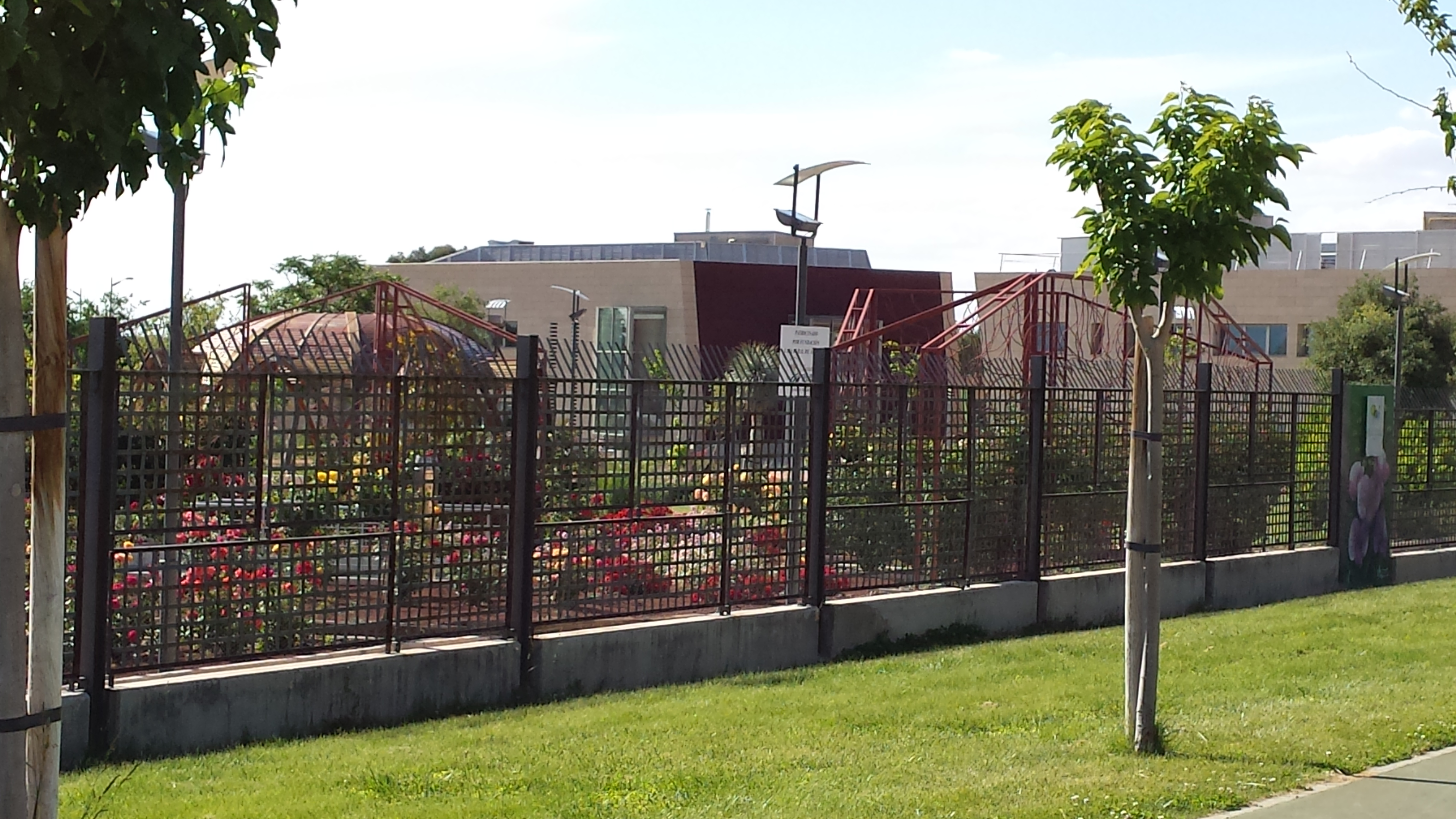
Vista del Jardín Botánico de Castilla-La Mancha, en Albacete (España)

En los jardines botánicos se exponen plantas originarias de todo el mundo, generalmente con el objetivo de fomentar el interés de los visitantes hacia el mundo vegetal, aunque algunos de estos jardines se dedican, exclusivamente, a determinadas plantas y a especies concretas:
- Arboretum: dedicado a las colecciones de árboles
- Palmetum: dedicado a las colecciones de palmeras
- Orchidarium: un jardín dedicado a las colecciones de orquídeas , plantas que pertenecen a la familia de las orquidáceas.
- Cactarium: un jardín dedicado a las colecciones de cactus (familia de las cactáceas) y, más generalmente, a las plantas que crecen en los desiertos.
- Bambusetum: dedicado a las colecciones de bambúes (bambusóideas).
- Alpinum: dedicado a las plantas de los Alpes y, en general, a las especies de la alta montaña.
- Fruticetum: (del latín frutex, -icis, arbolillos): dedicado a las colecciones de arbustos y arbolillos.
- Jardín conservador: dedicado a la preservación de la diversidad biológica y genética, a la conservación de las especies frutales ya existentes, o recientes.
- Jardín Etnobotánico: dedicado a las plantas que tienen una relación directa con la existencia del hombre y la mujer.
- Jardín ecológico: dedicado al estudio de las especies vegetales y la relación existente entre ellas y el medio en el que se desarrollan.
- Jardín botánico específico dedicado a una Flora local: dedicado al estudio de la vegetación propia de una región.
- Carpoteca: Colección de frutos clasificados, usada como material para el estudio de la botánica.
- Xiloteca: Colección de maderas clasificadas, usada como material para el estudio de la botánica.
- Herbario: Colección de plantas secas clasificadas, usada como material para el estudio de la botánica.
- Index Seminum

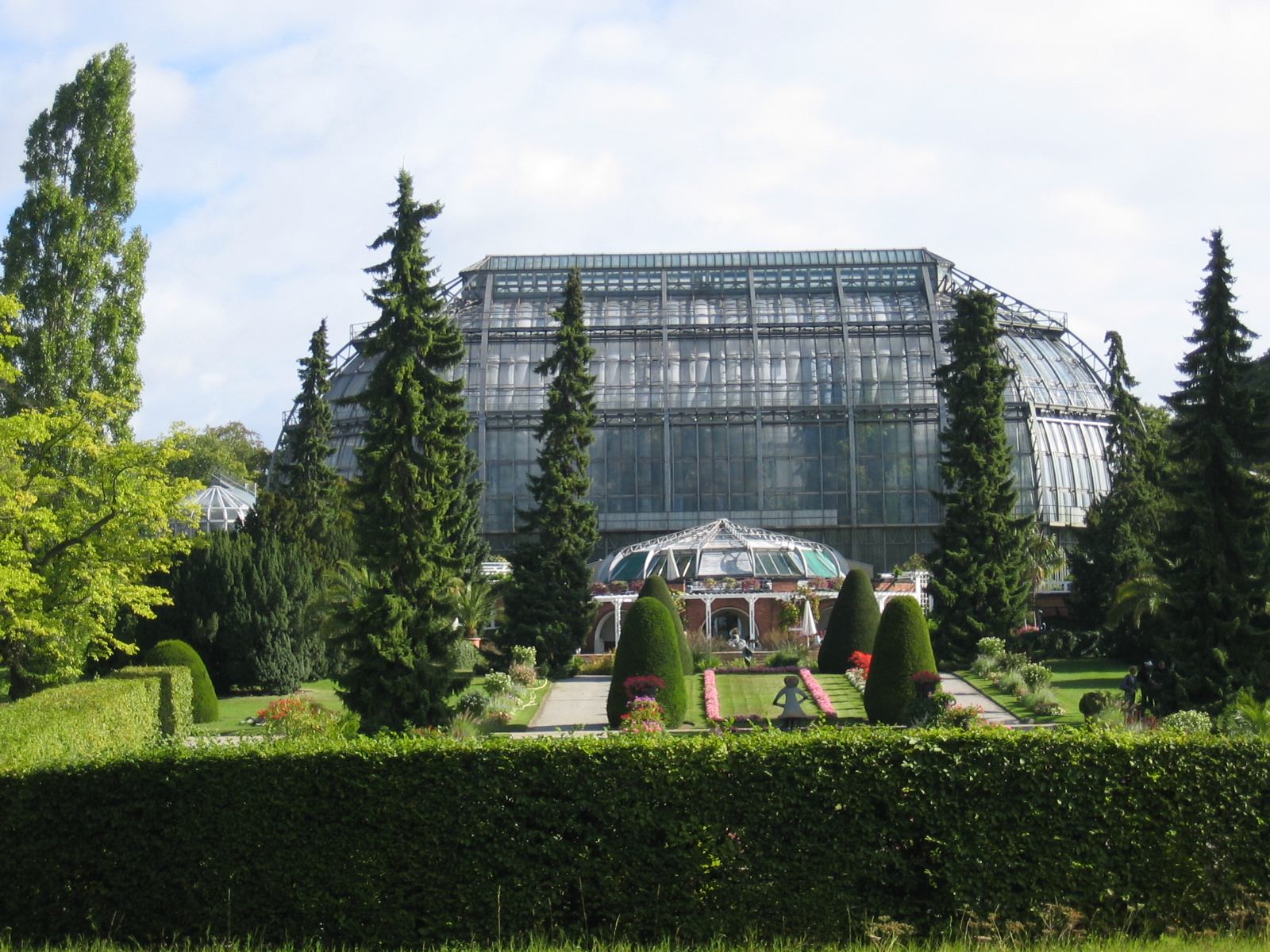
Invernadero tropical del Jardín Botánico de Berlín

- invernaderos: Los jardines botánicos disponen, casi siempre, de unas instalaciones adecuadas para la conservación de las especies exóticas que no se adaptan bien a un clima local. Los invernaderos cálidos para las plantas tropicales, mantienen una atmósfera seca y disponen de equipamientos que corrigen los factores climáticos locales recreando otro clima para las plantas crasas. Los invernaderos son unos lugares en los que las plantas mediterráneas, que no soportan bien las tierras muy frías, pasan el invierno en el interior de unas instalaciones relativamente resguardadas de las heladas, proporcionando a las plantas los factores que favorecen su desarrollo: aire, humedad, calor, luz, etc.

## Funcionamiento
En los grandes jardines botánicos hay diversos sectores en los que se llevan a cabo diferentes actividades:

### Colección de plantas vivas

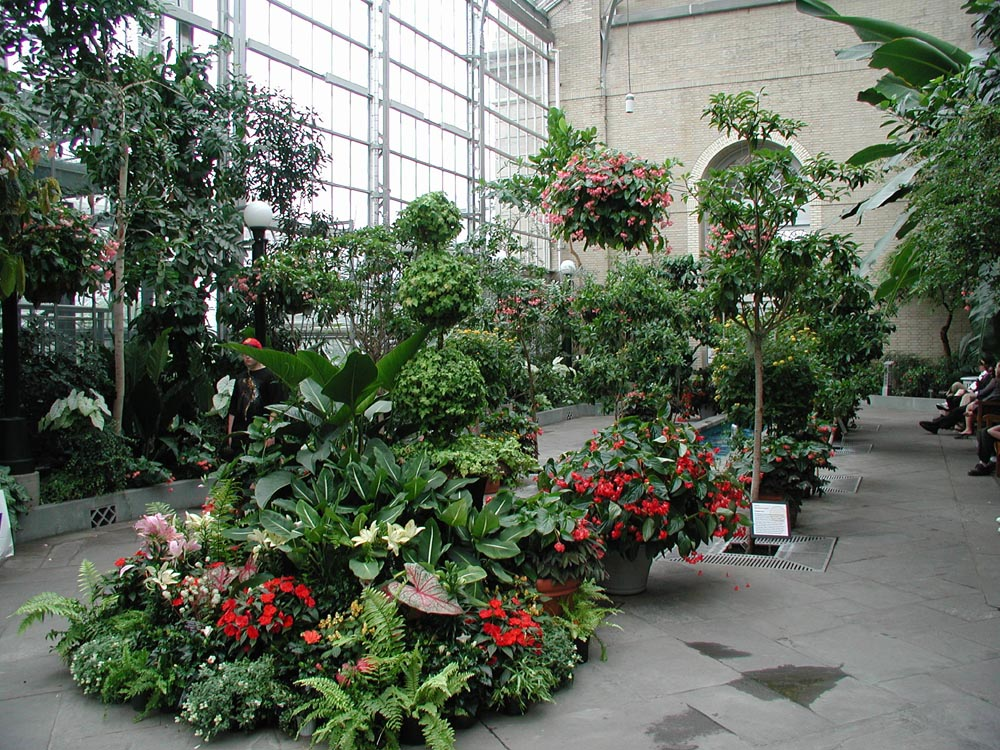
Jardín Botánico de los Estados Unidos en Washington D. C.

El cuidado de las colecciones de las plantas vivas es el primer objetivo de un jardín botánico. Su cuidado debe ser irreprochable, las plantas deben presentar un aspecto inmejorable, y tienen que corresponder al tema general desarrollado por el jardín botánico.
Cada planta debe ser reconocida por el jardinero encargado del sector en el que se encuentra, y cada una debe estar etiquetada y se debe seguir su evolución.

### Cuaderno de introducción
Cuando una planta se incorpora a un jardín botánico tiene que estar claramente identificada, es primordial.
Una vez identificada la planta se trasplanta a aquella parte del jardín que le corresponde de forma que pueda desarrollarse adecuadamente, y debe ser etiquetada y registrada. A partir de este momento el seguimiento de la planta será continuo hasta su muerte; el jardinero consignará las diferentes etapas por las que va pasando la planta en cuestión a lo largo de su vida.

### Colecciones de plantas secas o herbarios

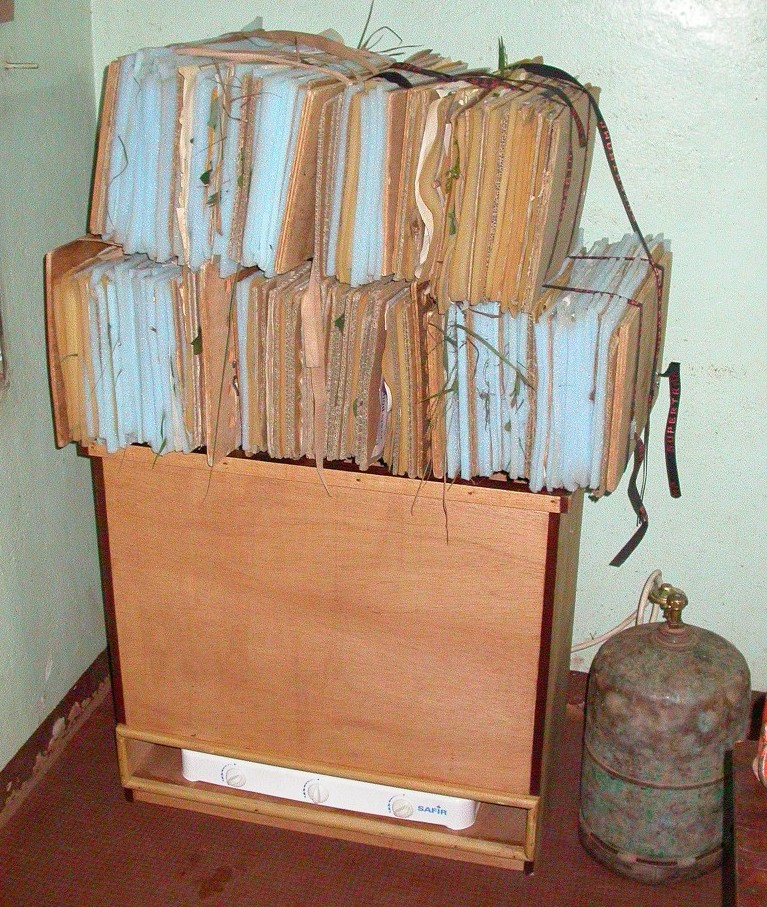
Herbario en proceso de secado. Diseño del herbario de la universidad de Uagadugú, en Burkina Faso.

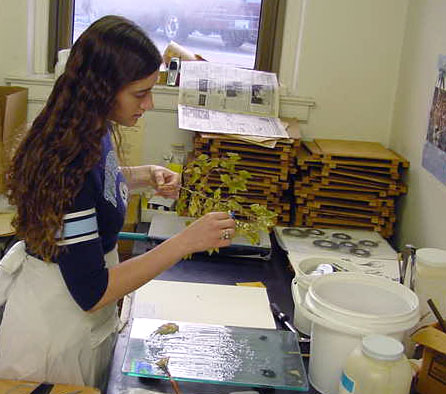
Preparación de un herbario, en la universidad de Texas

Los herbarios son unos lugares habilitados para guardar las plantas secas.
Este término (herbario) hace referencia, también, a una colección de plantas secas que se pegan a unas hojas de papel (pliegos) guardadas en diferentes carpetas (camisas). Actualmente el herbario más importante del mundo está en Francia, en el Museo Nacional de Historia Natural de Francia, en París, que contiene más de 8 millones de especímenes botánicos.
Un espécimen botánico es un fragmento seco de una planta e incluso a veces la planta entera. A tal fragmento, muestra o espécimen se lo utiliza como representante de una especie claramente identificada y descrita en alguna publicación. Al primer espécimen en haber sido utilizado para la primera descripción e identificación de una especie se le llama «tipo». Los tipos sirven como referencia para la identificación de las plantas de la misma especie, en función del parecido que éstas puedan tener con el tipo que sirvió para catalogar la especie.
Los herbarios, en un jardín botánico, tienen una función preponderante, tienen, evidentemente, una función científica pero, sobre todo, tienen el cometido de conservar la memoria, cosa absolutamente indispensable. Esta memoria permitirá, con el transcurso de los años, conocer aquellas plantas que un día estuvieron presentes en el cultivo de los jardines.
Todo jardín botánico que se considere importante, debe tener su herbario y cuidar de su mantenimiento.

### Semillero
El semillero de un jardín botánico es un lugar fresco y seco en el que se depositan las semillas de las especies vegetales que se produzcan, o no, en el propio jardín. Estas semillas se recogen, de forma prioritaria, en su estado natural a fin de asegurar su pureza genética.
Todos los grandes jardines botánicos disponen de personal especializado que, durante la estación de la fructificación de las semillas, realizan determinadas giras para ir a recoger las semillas de las especies salvajes de origen natural. En función de los objetivos del jardín, estas expediciones se limitan al conjunto de la comarca o de la región en la que se encuentran. Algunos jardines botánicos programan expediciones al extranjero para satisfacer sus necesidades de investigación.
Evidentemente los jardineros pueden recoger las semillas de las plantas que se encuentran en el jardín botánico, pero es necesario prestar atención a las contaminaciones producidas por la hidratación no controlada entre los géneros o las diferentes especies que se cultivan. En este caso la pureza genética corre el peligro de no ser respetada, en este caso es necesario indicarlo así por medio de una inscripción en la que se detalle el jardín de origen en el que se recogieron las semillas. Verdaderos bancos de semillas, los semilleros conservan los lotes de semillas en enormes cámaras frías, o incluso en congeladores.
Este cometido de reserva se amplifica extraordinariamente entre los diferentes jardines botánicos del mundo debido al intercambio de semillas que se verifica regularmente.

### Cosecha de las semillas
Durante la cosecha de las semillas, se extrae una parte del tallo procurando no dañar a la planta madre. Cada cosecha deber estar identificada: nombre del género y de la especie, acompañada por una nota en la que se especifique el lugar y la fecha de su recogida y el nombre del recolector. Una vez en el semillero, y para cada una de las especies recogidas, empieza el proceso de secado que se hace, generalmente, en unos sacos de papel. Se almacenan en seco cuidando la clasificación de las semillas.
Las semillas ya están preparadas para su distribución. El jardín se reserva las semillas de determinadas especies en función de sus necesidades, las demás saldrán hacia otros destinos debido a ese sistema de intercambio establecido entre los jardines botánicos del mundo.
El Index Seminum (nombre latino que significa «índice de semillas») es un catálogo de semillas en formato 14,6 x 21 cm. (A5) que cada jardín botánico edita anualmente y reparte para dar a conocer los cambios llevados a cabo entre los más de 800 jardines botánicos de todo el mundo.
Diferentes componentes de un «índice de semillas»:
- Referencias completas del jardín botánico, nombre, dirección, etc.
- Una presentación escueta pero completa del jardín botánico.
- La climatología general del jardín botánico del que se hace referencia.
- Localización geográfica del jardín botánico.
- Una página de información explicando los servicios útiles relativos al funcionamiento de la actividad relacionada con las semillas.
- Una lista de las plantas de las localidades cercanas al jardín botánico.
- Ocasionalmente, una lista de las especies disponibles traídas de lugares tropicales u otros.
- Una bibliografía de las obras de referencia.
- En ocasiones se adjunta una lista de las personas que se dedican al cuidado del semillero y a los intercambios.

La clasificación de las especies vegetales se hace por orden alfabético de las familias a las que pertenecen, y otra por género. Las semillas recogidas en el propio jardín botánico tienen que tener una clasificación aparte.
Los jardines botánicos de la región íbero-macaronésica, donde están incluidos todos los de la península ibérica entre otros, publican anualmente sus «índices de semillas» a través de la Asociación Ibero-Macaronésica de Jardines Botánicos.

### Depósito de semillas
El almacenar, en los semilleros, las simientes maduras tiene por objeto el sembrarlas y cultivarlas a fin de obtener unas plantas que puedan ser observadas, comparadas e identificadas de nuevo. El seminario es un depósito de semillas cuyo valor germinativo no es lo más importante. Este corresponde a la necesidad de identificación y comparación de las semillas, del género al que corresponden y a su especie y se demuestra la gran diversidad que existe entre las semillas de una misma especie tanto en las formas como en los colores.

### Colección de frutos
Esta colección reúne las semillas y las estructuras que les dieron vida: los frutos. Este lugar se denomina «carpoteca», lugar donde el visitante puede descubrir las maravillas de la naturaleza que dan una prueba excelente de su gran variedad de formas y colores.
No todos los jardines botánicos disponen de una carpoteca pese al interés pedagógico de estas colecciones.

### En español

#### España
- Jardín botánico Viera y Clavijo (Gran Canaria), el mayor de España y uno de los más grandes de Europa
- Jardín Botánico Histórico La Concepción
- Real Jardín Botánico de Madrid
- Naturaleza Encendida, espectáculo de luces en el Botánico.
- Jardín Botánico de Valencia
- Jardín Botánico Atlántico, Gijón Archivado el 12 de septiembre de 2006 en Wayback Machine.
- Jardines botánicos en la web del Instituto Villa de Vallecas de Madrid
- Jardín de aclimatación de La Orotava
- Palmetum de Santa Cruz de Tenerife
- Jardín Botánico de Marimurtra
- Jardín Botánico de la Rioja
- Arboreto Luis Ceballos (San Lorenzo de El Escorial, Madrid)
- Palmitos Park
- Cactualdea
- Jardín de Cactus de Lanzarote
- Jardín Botánico de Sóller
- Jardín Botánico de San Fernando (Cádiz)

### Colombia
- Jardín Botánico de Bogotá
- Jardín Botánico La Manigua (Bahía Málaga, Colombia) Archivado el 7 de junio de 2020 en Wayback Machine.
- Jardín Botánico del Pacífico, Chocó
- Jardín Botánico del Quindío
- Jardín Botánico de Medellín
- Jardín Botánico "Universidad Tecnológica de Pereira"
- Jardín Botánico La Quinta de San Pedro Alejandrino (Santa Marta, Colombia)
- Jardín Botánico Alexander Von Humboldt, Universidad Del Tolima
- Jardín Botánico de Cartagena

#### Otros países
- Alta Vista Gardens
- Jardín Botánico Nacional de Chile
- Jardín Botánico de la Universidad Nacional Autónoma de México
- Jardín Botánico de Lima - Universidad Nacional Mayor de San Marcos - Perú
- El Valor de los Jardines Botánicos ActionBioscience.org
- Jardín Botánico y Cultural William Miranda Marín (Caguas, Puerto Rico)/
- Jardín Botánico del Plan de la Laguna
- Jardín Botánico Eloy Valenzuela
- Jardín botánico Atocha-La Liria de Ambato-Ecuador

### En inglés
- Organización Internacional para la Conservación en Jardines Botánicos -BGCI
- Jardín Botánico de Brooklyn
- Real Jardín Botánico, Kew
- Jardín Botánico de Nueva York
- Real Jardín Botánico, Burlington, Ontario
- Real Jardín Botánico de Herrenhausen, Hannover
- Jardín Botánico de Chicago
- Hortus Botanicus Leiden
- Jardín Botánico de Estados Unidos

- Datos: Q167346
- Multimedia: Botanical gardens / Q167346